# Ute
Ute so ameriški staroselci iz kulturnega območja Velike kotline v Združenih državah Amerike, za katero je značilno tako vlažno podnebje v visokih gorah kot tudi polsuho podnebje, pogosto [puščavske globoke doline. Vsa plemena in ljudstva Velike kotline (razen Washoe na zahodu) so pripadala numično govorečim ljudstvom iz uto-azteških jezikov.
Danes je njihovo poselitveno območje v veliki meri omejeno na tri rezervate Ute ter rezervat južnih Paiutov: "Uintah in Ouray Indian Reservation" na severovzhodu Utaha (3.500 članov plemena); "Southern Ute Reservation" v Koloradu (1.500 članov plemena); ter "Mountain Reservation" večinoma v južnem Koloradu (vendar sega v Utah in Novo Mehiko) (2.000 članov plemena) in rezervat plemena "Paiute Indian Tribe of Utah" (približno 1.000 članov plemena – večinoma Paiuti). Večina Utejev živi v teh štirih rezervatih, nekateri pa tudi zunaj.

## Ime
Izvor in pomen danes splošno uporabljenega plemenskega imena Ute nista pojasnjena, ne izvirata iz jezika Ute in ju doslej ni bilo mogoče prepričljivo izpeljati iz nobenega drugega staroselskega jezika. Prva omemba imena v obliki Yuta je najdena v španskih dokumentih. Vendar bi lahko šlo za špansko prevzemanje imena zahodnih Apačev (v jeziku Ute: Ahvahch) za severno živeče Navaje kot yutaháⁿ, yú·dàh („Tisti, ki živijo visoko [na severu]“); napačen prenos etnonimov na skupine, ki prvotno niso bile tako imenovane, ni bil redek, saj Evropejci pogosto niso mogli natančno razlikovati med posameznimi staroselskimi etničnimi skupinami.
Kot mnoga staroselska ljudstva so se sami, odvisno od narečja, preprosto imenovali núuchi-u, noochew, nuciu ali nütci, nütciu („ljudstvo“), množinska oblika od núuchi, nooch ali nü, nüni, nütc („človek“, „oseba“). Danes se včasih imenujejo tudi Numi Nuuchiyu („Mi smo ljudstvo Ute“).
Šošoni (Surgurch) so verjetno prevzeli tuje ime. Šošoni so imeli prek trgovskih odnosov stike s Španci in so verjetno prek njih prevzeli njihovo ime; ni bilo redko, da so se prvotni etnonimi opustili in nadomestili z drugimi. Ta „ljudska imena“ so bila večinoma nadregionalno razumljiva za ljudstva različnih jezikov in so olajšala medsebojno komunikacijo, primeri: Sioux, Šajeni, Komanči in Apači. Namig, da ne gre za etnonim, ki bi izviral iz šošonskega jezika je to, da nima nobenega pomena razen poimenovanja samih Utejev, kar pa je v nasprotju s splošno domorodno prakso, da se sosednja ljudstva poimenujejo bodisi po kulturnih, socialnih ali zunanjih značilnostih (glej "rogoz" za Navajo ali "jedci pasjega mesa" za Arapaho), po mejnikih oziroma smereh ali kot "sovražniki" (za Comanche in Kiowa). Utejsko poimenovanje za Apače kot "Ahvahch" je še en primer prevzema plemenskega imena s strani domorodcev iz španščine (ti so si ga verjetno izposodili iz jezika Zuñi z pomenom "tujec, sovražnik"), utejsko poimenovanje za Cheyenne (Šajeni) kot "Seeyehnah" pa je spet izposoja iz različnih siouških jezikov izposojenega poimenovanja Šahíyena/Šahíyela kot "mala Šahíya". Šošoni so Uteje prav tako preprosto imenovali yuuta, yuuta'(-a) ali iyuta, iyutaanee ali yuta, yuta', yoo-tah, algonkinsko govoreči Arapaho (Sadteetuhkuh – "jedci pasjega mesa") so Uteje označevali kot woo'teeneiht ("črna [temnopolta] oseba") ali če so mislili na vse Uteje, kot wo'teeniiteen ("črno [temnopolto] pleme"), Cheyenne (Seeyehnah) pa prav tako kot Mo'ȯhtávėhetaneo'o ("črno[kožno] ljudstvo"). Navajo so jih preprosto poznali kot Nóódaʼí ("sovražniki"), Uteji pa jih niso imeli za strašnega sosednjega plemena, temveč so se bolj norčevali iz njihovega videza. Navajo so imenovali pua'w'its, pao'wits ali pahgahweech (rogoz, sladke trave), saj so bili Navajo za utske razmere smešno veliki in suhi.

## Plemensko ozemlje
Njihovo plemensko ozemlje, ki so ga imenovali Nootuvweep ("dežela ljudstva", tj. "dežela Utejev"), je obsegalo vzhod današnjega Utaha, zahod in sredino Kolorada ter sever Nove Mehike do reke San Juan (in njenih pritokov) in zgornjega toka reke Canadian. Prvotna lovišča in zbirališča Utejev pa so segala daleč preko tega, vse do jugozahodnega Wyominga, na ravnice vzhodne Kolorade in zahodnega Kansasa, Oklahoma Panhandle in Teksas Panhandle ter severovzhodne Arizone in vzhodne Nevade. Ko se je leta 1726/1728 razpadla zavezništvo Ute-Comanche (ker Jicarilla Apači, ki so bili pregnani na jugozahod, niso več služili kot varovalna cona med obema narodoma), so izbruhnile vojne Ute-Comanche (1727–1786), v katerih so Ute in Jicarilla Apache pogosto služili Špancem kot izvidniki proti Komančev (in njihovim zaveznikom). Veliki deli južnih ravnic so zdaj postali Comancheria, ozemlje Comanche (in od leta 1790 tudi Kiowa in Plains Apači), od leta 1820 pa so ravnice vzhodne Kolorade in zahodnega Kansasa postale plemenska ozemlja sovražnih južnih Cheyenne in južnih Arapaho (ki so se leta 1840 zavezali s Comanche-Kiowa-Plains Apache). Od takrat so Ute lahko uporabljali ravnice za lov na bizone le ob nevarnosti morebitnih konfliktov z zavezniškimi plemeni južnih ravnic, Ko.ma’ntcia, Kɨmantsi, Kohmáhts, Koomahch („Tisti, ki se vedno želijo boriti proti meni“).

## Jezik
Jezik Ute skupaj z jeziki sosednjih in sorodnih Bannock, Comanche, Chemehuevi, Gosiute, Pajuti in Šošoni spada med numijske jezike, ki vsi spadajo v severno vejo uto-azteške jezikovne družine.
Čeprav omenjeni numijski jeziki izvirajo iz iste jezikovne družine, se etnonimi (oznake etničnih skupin) ne vedno ujemajo z posameznimi jeziki ali narečji in ti niso med seboj tako tesno sorodni, kot bi ime nakazovalo, saj pripadajo različnim vejam ali geografskim narečnim kontinuumom numijskih jezikov – tako tradicionalni jezik severnih Paiute, „Numu“ ali „Paviotso“ – spada v zahodno vejo numijskih jezikov, medtem ko jezik južnih Paiute kot narečje Colorado-River-Numic spada v južno vejo numijskih jezikov.
Jezik Ute – Núu-'apaghapi („jezik ljudstva“) – sam je narečje Colorado River Numic ali Chemehuevi-Ute-Južni Paiute (tudi: Ute, Južni Paiute, Ute-Južni Paiute, Ute-Južni Paiute) narečnega kontinuuma, ki spada v južno numično vejo; k temu spadajo še sorodna regionalna narečja: Chemehuevi (Ampagapü – „jezik“) Chemehuevi ter južni Paiute južnih Paiute. Jezik Kawaiisu (Nuwa ali Nuooah) – Nïwï-'abigi-dï, Nïwï-'abigi-pï (ali Tehachapi) – prav tako spada v južno numijsko vejo.
Kot je že omenjeno, so južni numijski jeziki ali narečja med seboj bližje kot severni Paiute (Numa ali Paviotso) (več regionalnih narečij, vključno z Bannock) severnih Paiute in Bannock, ki spadajo v zahodno numično vejo, ter vzhodno narečje Mono (Nim) Owens Valley Paiute (vzhodni Mono) in zahodno narečje Mono Mono (Monache, Mono Lake Paiute ali zahodni Mono).
Zato se včasih zaradi regionalnih in deloma kulturnih podobnosti severni Paiute (Paviotso), Bannock, Mono (Monache, Mono Lake Paiute, zahodni Mono) in Owens Valley Paiute (vzhodni Mono) (zahodna numijska veja),Timbisha Shoshone (Panamint, tudi Northern Death Valley Shoshone), Zahodni Shoshone, Gosiute (Goshute) (centralna numična veja), Kawaiisu (Nuwa ali Nuooah) (tudi Southern Death Valley Shoshone), Chemehuevi, vključno z zahodnimi skupinami Ute (južna numična veja), skupaj imenovani Paiute. Vzhodne skupine Ute (južna numična veja) ter Severni in Vzhodni Shoshone in Comanche (centralna numijska veja) so bili pogosto imenovani Shoshone.
Danes pa večina članov plemena Ute govori ameriško angleščino.

## Zgodovina
Pred prihodom Evropejcev v Severno Ameriko so Ute živeli kot nomadi. Ni dokazov o priseljevanju ljudstva iz druge regije, deželo so verjetno naseljevali več kot 1000 let.
Živeli so v prostranih pokrajinah Velikega bazena (angleško: Great Basin) in so se skoraj izključno preživljali z lovom na veliko divjad. To je vključevalo tudi lovske pohode v Velike ravnice (Great Plains) današnjega Kolorada in Nove Mehike, da bi lovili ameriške bizone (bivole). Niso se ukvarjali z nobenim kmetijstvom. Ute so bili eno prvih plemen ravnic, ki so prišli v posest konj, ki so jih zamenjali ali ukradli v trgovini s španskimi raziskovalci okoli leta 1630. Mobilnost, ki so jo konji popolnoma spremenili, je privedla tudi do spremembe družbe Ute. Nastali so tako konflikti kot zavezništva s sosednjimi plemeni ter razširjene trgovinske vezi. Na vzhodu in severovzhodu so imeli Ute večinoma sovražne spopade s plemeni ravnic Arapaho (Sadteetuhkuh – "jedci pasjega mesa") in Cheyenne (Seeyehnah), ki so tja vdrli v začetku 19. stoletja.
Na severovzhodu so imeli Ute večinoma sovražne spopade z močnimi pol-nomadskimi plemeni prerijskih Indijancev Pawnee (Koomuhch) na Centralnih ravnicah Kansasa in Nebraske, po razpadu zavezništva Ute-Comanche so bili Comanche (in od leta 1790 skupaj s Kiowa in Kiowa Apači (Plains Apache) dominantna sila Južnih ravnic na vzhodu in jugovzhodu ter za Ute najnevarnejši sovražniki in zato splošno znani kot Koomahch ("sovražniki"). Ute so se sprva skupaj s Comanche borili proti Apačem, dokler se ti niso večinoma umaknili iz ravnic na zahod in jug v obrobna območja in gore, zdaj pa so se povezali s svojimi nekdanjimi sovražniki – Jicarilla Apači (južne skupine Ute so razvile družinske vezi z Jicarilla) in Picuris ter Taos Pueblos – proti svojim nekdanjim borbenim tovarišem in služili Špancem kot izvidniki v odpravah proti Comanche. Trgovinske odnose so vzdrževali z Eight Northern Pueblo (kamor sta spadala Picuris in Taos Pueblo), drugimi Pueblo Indijanci (Dtewach) – vključno s Hopiji (Moowkuhch) in Zuñi (Poovuhdtuhch) –, vendar so večinoma ostali sovražni. Do Navajo (Diné) (Pahgahweech), ki so živeli neposredno južno od Ute, ter Bannock in Severnih Shoshone (oba Surgurch) na severozahodu in severu, je bil njihov odnos spremenljiv; Navajo niso bili obravnavani kot nevarni sovražniki in so bili pogosto trgovinski partnerji, vendar so se Bannock in Severni Shoshone vsekakor obravnavali kot nevarni bojevniki. Nasprotno, Gosiuti (Gweesyootach) in Zahodni Šošoni (Surgurch), ki so živeli na zahodu in severozahodu, ter Južni Pajuti (Payurch) na jugozahodu, so veljali za miroljubne in lahke nasprotnike, še posebej ker so se te etnične skupine zaradi pomanjkanja hrane večinoma gibale v majhnih družinskih klanih peš (in ne na konjih). Uti so jih raje napadali pozimi (ker so bili lažje najdeni v svojih taboriščih in pogosto fizično oslabljeni zaradi pomanjkanja hrane), da bi jih nato prodali kot sužnje Špancem na trgih sužnjev v Santa Fe de Nuevo México.
Čeprav so veljali za precej agresivno ljudstvo, so bili do ameriške vlade večinoma prijazni in so jo podpirali v kampanjah proti Komančem, Apačem ali Kiowam. Izgon Utov iz njihovih tradicionalnih naselitvenih območij se je začel s pogodbo med Uti in vlado 30. decembra 1849. V okviru indijanske politike Združenih držav so Uti vedno več zemlje prodali ali jo zamenjali za druga območja v rezervatih, njihov življenjski prostor pa se je postopoma omejil na rezervate, ki jim jih je dodelila vlada.

## Družbena organizacija Utov
Uti niso tvorili "plemen" v pravem pomenu besede, temveč so se delili na več deset "band" (skupin), ki so se praviloma delile na lokalne skupine (angl. "local bands"). Lokalna skupina je bila sestavljena iz več razširjenih družin, tako da je bila v "bandi/skupini" skoraj vsak član v sorodu z večino. Lokalna skupina je bila zaradi svoje "razpoznavnosti" (jasna ločitev od drugih skupin na podlagi lastnega imena skupine), svoje "majhnosti" (obvladljivo število članov, kjer vsak pozna vsakega), svoje "homogenosti" (zelo veliko ujemanje v svetovnih nazorih članov) in svoje "samozadostnosti" (ekonomsko in socialno v veliki meri avtarkična) družbena osnova in identifikacija za posamezne člane. Predvsem pozimi ali za organizacijo lova, nabiranja, predelave in konzerviranja jagodičja in divjih rastlin ter ob kulturnih in verskih priložnostih so se lokalne skupine združile in tvorile regionalne "bande/skupine". Vojni pohodi so bili večinoma maščevalna dejanja zaradi predhodnih umorov Utov in so jih zato večinoma izvajali sorodniki umorjenih iz prizadete lokalne skupine (redkeje celotne "bande").
Večinoma so se posamezne skupine, kot že omenjeno, glede na narečje preprosto imenovale "ljudstvo" oziroma "ljudje"; vendar je imela vsaka lokalna skupina (in banda) svoje ime, da se je ločila od sosednjih skupin in izrazila svojo identiteto. Pri tem se spet pojavljajo razlike med "Uti"; medtem ko so severni in zahodni Uti svoje bande/lokalne skupine poimenovali po prednostnih virih hrane, so južni in gorski Uti svoje bande/lokalne skupine večinoma poimenovali po geografskih značilnostih, loviščih, nasadih, gorah ali rekah.
"Uti" so sicer delili skupen jezik in s tem identiteto, vendar so bile posamezne bande/lokalne skupine močno pod vplivom narave in geografije svojih ozemelj ter kulture in (deloma) religije sosednjih plemen; Uti so bili zato večinoma geografsko-kulturno razdeljeni v štiri skupine:
- Severni Uti (so pogosto imeli tesne družinske stike z Zahodnimi Šošoni, zato so jih pogosto obravnavali kot "Šošone".) – danes organizirani kot Ute Indian Tribe

- Zahodni Uti (Pah-Ute ali Paiute-Ute) (so imeli tesne družinske stike z Južnimi Pajuti in so od njih prevzeli številne kulturne tehnike), bili so pozneje identificirani kot "južni Pajuti".) – današnji indijansko pleme Pajutov iz Utaha (PITU)

- Južni Ute (vzhodni ali ravninski Ute) (so imeli tesne družinske stike z zavezniškimi Jicarilla Apači in so prevzeli nekatere kulturne tehnike prerijskih plemen.) – današnji Southern Ute Indian Tribe

- Gorski Ute (južni Ute) (so živeli zelo osamljeno in so bili najbolj izolirana skupina Ute, zato so jih Ute poznali kot najbolj konzervativne.) – današnji Ute Mountain Ute Tribe

### Severni Ute
- Yapudttka oz.  'Iya-paa Núuchi ali Wahturdurvah Nooch ("(Yap)Ljudstvo, ki jé kumino" ali "Ljudstvo ob reki White River", tudi: Yampadttka, Yamparka, Yamparika, so živeli med dolino reke Yampa River, reko Bear River in reko White River (Ute so jo imenovali "Reka dima") na severozahodu Kolorada in severovzhodu Utaha, lovili so severno do reke Little Snake River na jugozahodu Wyominga, danes skupaj s Pahdteeahnooch večinoma imenovani White River Utes)

- - Sabuagana oz. Akanaquint ("Ljudstvo ob reki Green River", tudi: Saguaguana, so živeli ob istoimenski reki Green (prej: Seedskeedee-Agee – "Reka prerijskih kokoši") med rekama Yampa River in White River na severovzhodu Utaha, najverjetneje lokalna skupina Yapudttka)

- Pahdteeahnooch oz. Parianuche/Pariyʉ Núuchi ali Pa'gcircwá Núuchi (večinoma prevedeno kot "ljudstvo wapiti", vendar verjetneje "ljudstvo vode [ob robu]"[7], tudi: Parianuc, Parusanuch, so živeli južno od Yapudttka med rekama White River in Grand River (prejšnje ime zgornjega toka Kolorada (1836–1921) do sotočja z reko Green River) do izliva reke Green na severozahodu Kolorada in severovzhodu Utaha, zato so jih prej pogosto imenovali Grand River Utes, danes skupaj z Yapudttka večinoma imenovana White River Utes)

- Taveewach oz. Tavakiev/Tavi'wachi Núuchi ("Ljudstvo gore Sun Mountain, tj. Pikes Peak", tudi: Taviwac, Tabeguache, so živeli v rečnih dolinah rek Gunnison River in Uncompahgre River ("Umazana voda", "Izvir rdeče vode")[8] v dolini Uncompahgre Valley ter v gorovju Elk Mountains severozahodno do današnjega Grand Junctiona na zahodu Kolorada, znani tudi kot  'Aka'-páa-gharʉrʉ Núuchi/Ahkawa Pahgaha Nooch, zato danes večinoma imenovana Uncompahgre Utes)

- Muhgruhtahveeach (vključujejo vse severne Ute, ki so živeli v bazenu Uintah Basin, vključno z bazenom Great Salt Lake Basin ter Velikim bazenom (Great Basin) v Utahu, danes večinoma Utah Utes, Unita ali Uinta Utes)

- - Cumumba ("Tisti, ki govorijo drugače", saj so se pogosto poročali med to skupino Ute in zahodnimi Šošoni, so govorili tudi narečje z močnim šošonskim vplivom, živeli so ob reki Weber River (zato so jih imenovali tudi Weber Utes) na območju današnjega Ogden-Logana ob reki Ogden River na severovzhodu Utaha, selili so se do Velikega slanega jezera na zahodu,[9] danes večinoma Cumumba Utes)

- - Toompahnahwach oz. Timpanogots Núuchi (tudi: Tumpanuwac, Tumpanawach ("Ljudstvo, ki jé ribe") ali Tumpipanogo, Timpana-nuuci, Timanogot ("Ljudstvo skalnatega izliva/kanjona")[10],von den Španci imenovani Lagunas ("Jezersko ljudstvo") ali Come Pescados ("Jedoči ribe"), so živeli v Wasatch Range v okolici Mount Timpanogos, največja in najmočnejša skupina Ute v Utahu, ob obali Utah Lake (prej: Lake Timpanogots) v dolini Utah in ob reki Provo (prej: imenovana Timpanogotzis ali Tumpanowach) ter v dolini Heber, Uinta Basin in dolini San Pete, živeli so tudi v rečnih kanjonih Spanish Fork, Diamond Fork, Hobble Creek in American Fork na severovzhodu Utaha, potovali so proti severu do Fort Bridgerja ob Blacks Fork of the Green River na jugozahodu Wyominga, danes večinoma Timpanogos Utes)

- - Sahpeech oz. San Pitch ("Ljudstvo rogoza/šotnih trav", tudi: Sanpeech, Sawmpeets, Sanpits, San Pete, so živeli vzhodno od Pahvant v dolini Sanpete med San Pitch Mountains na zahodu in Wasatch Range (tudi Wasatch Mountains) na vzhodu, ob San Pitch River ter v zgornji dolini reke Sevier zahodno do jezera Sevier, Utah, danes večinoma San Pitch Utes)

- - Youveetah Nooch oz. Yoowetum Núuchi/Uintah Núuchi ("Ljudstvo borove dežele"[11], tudi: Yoovwetuh, Uinta-at oz. Uinta[12], kasneje tudi Tavaputs, so naseljevali Uintah Basin, Uinta Mountains, vključno z jezerom Utah in Velikim slanim jezerom ter ob reki Strawberry na zahodu, kot tudi puščavsko planoto Tavaputs (tavaputs – ‘dežela sonca’) južno od Uintah Basina v območju rečnega sistema Green in Colorado na severovzhodu Utaha, danes večinoma Uinta-Ats Utes)

- - Sahyehpeech oz. Sheberetch (tudi: Seuvarits, anglizirana adaptacija iz južnega Paiute kot Suhu'vawduhuts ("ljudje vode grmovja"), Američani jih imenujejo tudi Elk Mountain Utes, so živeli v regiji današnjega Moaba na jugovzhodu Utaha, so bili bolj usmerjeni v puščavsko kulturo kot druge skupine, skoraj niso imeli neposrednega stika z Evropejci, dokler se Mormoni niso prebili na njihovo ozemlje po letu 1850, okoli leta 1870 so se Sahyehpeech, zdesetkani zaradi vojne in bolezni, pridružili drugim skupinam, danes večinoma Sheberetch Utes)

### Zahodni Ute
- Moanunts (Moanumts, Moavinunts, so živeli jugovzhodno od Pahvant v zgornji dolini reke Sevier v osrednjem Utahu, na območju Otter Creek južno od Saline ter na območju Fish Lake, skupina Moanunts, ki je raje lovila in ribarila okoli Fish Lake, se je imenovala Fish Utes, pogosto so prezimovali blizu današnjega Koosharema, zaradi mešanih zakonov z južnimi Paiute so jih imenovali pol-Ute ali pol-Paiute, po ustanovitvi rezervata Koosharem leta 1928 pripadajo skupaj s Kaiparowits, Panguitch, severnimi Kaivavwits južnih Paiute kot Koosharem Band of Paiutes k Paiute Indian Tribe of Utah (PITU))[13][14]

- Pahvant ("Ljudstvo [blizu] vode", so živeli zahodno od gorovja Wasatch in v gorovju Pahvant skoraj do meje z Nevado ob reki Sevier v puščavskih območjih okoli jezera Sevier, Clear Lake in Fish Lake, so bili zelo blizu puščavski kulturi in so bili zaradi mešanih zakonov kulturno podobni svojim sosedom, Kaivavwits (Kaibab) in Kwiumpats (Beaver) iz južnih Paiute, Sahyehpeech in Gosiute, Španci so jih imenovali Barbones ("bradati Ute"),po ustanovitvi rezervata Kanosh leta 1929 so danes Pahvant-Ute in Kwiumpats (Beaver) kot Kanosh Band of Paiutes del Paiute Indian Tribe of Utah (PITU), nekateri Pahvant danes skupaj z drugimi skupinami Ute tvorijo Ute Indian Tribe)[15][16]

### Južni Ute
- Kahpota oz. Capote/Kapuuta Núuchi ("Ljudje z plašči/odejami", tudi: Kapota, Capote, izhaja iz španskega capote – "plašč", prvotno so živeli vzhodno od kontinentalne razvodnice južno od reke Conejos in vzhodno od Rio Grande do zahodne strani gorovja Sangre de Cristo, sredi 19. stoletja so prebivali tudi v San Luis Valley, Kolorado, vzdolž zgornjega toka Rio Grande in reke Animas, zlasti v okolici današnjih mest Chama in Tierra Amarilla v Rio Arriba County, Nova Mehika, tako kot Mahgrahch so Kahpota vzdrževali trgovske odnose s severnimi ljudstvi Pueblo, prevzeli so konja in bili zavezniki z Ollero-skupino Jicarilla Apache, s katerimi so se borili proti sovražnim Komančem, Kiowam, južnim Arapahom in južnim Šajenom južnih ravnic, danes večinoma Capote Utes)[15]

- Mahgrahch oz. Muache/Moghwachi Núuchi (tudi: Mahgruhch, Moache, Mouache, Muwac, živeli so vzdolž vzhodnih obronkov Skalnega gorovja od Denver, Kolorado, do južno blizu Las Vegasa, Nova Mehika, trgovali so s severnimi Pueblo, zlasti z Taos Pueblo, zato so jih pogosto imenovali tudi Taos Ute, potem ko so prišli v posest konjev, so se skupaj s svojimi zavezniki, Llañero-skupino Jicarilla Apache, preselili jugovzhodno do Texas Panhandle, tam so se pogosto skupaj borili proti plemenom južnih ravnic – Komančem, Kiowam, južnim Šajenom in južnim Arapahom, danes večinoma Moache Utes)

### Gorski Ute
- Weemeenooch oz. Weenuche/Wʉgama Núuchi ("Ljudje, ki se držijo tradicije", tudi: Weenoochew, Weeminuche, Wiminuc, špansko Guiguinuches, živeli so zahodno od kontinentalne razvodnice od Dolores River na jugozahodu Kolorada, v Abajo Mountains ('nizke gore', tudi Blue Mountains) na jugovzhodu Utaha ter v dolini San Juan River in njenih severnih pritokov na jugu Kolorada, v San Juan Mountains in na severozahodu Nove Mehike, vključno z mizastimi gorami in planotami vzhodnega Utaha, danes večinoma Weminuche Utes)[17]

## Kultura
Kot nomadi so Ute, tako kot sosednji južni Pajutiin Šošoni, živeli v lahkih, s kožami pokritih grmovnih kočah, t.i. wickiupih, pri čemer so vzhodne skupine (zlasti Kahpota in Mahgrahch) po uvedbi konja prevzele tipi Indijancev ravnic. Njihova oblačila so bila iz kož in usnja ter pletenin iz rastlinskih vlaken, ki so jih zlasti ženske nosile kot nekakšno predpasnik. Njihova prehrana je bila pretežno meso. Poleg tega so uživali ribe in različna rastlinska živila, ki so jih nabirali v divjini. Pomembna so bila semena pinij (severnoameriških borovcev), sončnic in plodovi kaktusov. Zaradi prevzema uporabe konj se je plemenska struktura vzhodnih Ute spremenila iz majhnih družinskih klanov v večje plemenske skupine. Njihova družbena struktura je bila poligamno organizirana, moški so lahko živeli z več ženskami. Etnično verovanje je bilo animistično usmerjeno in šamani so imeli visok položaj v družbi. Ute se čutijo tesno povezane z medvedom in "medvedji ples", Momaqui Mowat, je bil po "sončnem plesu" poleti najpomembnejši družabni dogodek in verski ritual Ute.

## Trenutna situacija
Ute danes živijo v treh rezervatih Ute in enem rezervatu Južnih Paiute, po katerih so plemena tudi razdeljena:

### Ute Indian Tribe (Northern Ute Tribe)
Skupini Severnih Ute in Uinta Utes tvorita kot Ute Indian Tribe največje pleme in živita v rezervatu Uintah and Ouray Indian Reservation v Utahu. Nastali so iz različnih preseljenih skupin Ute in Šošonov. Pleme se upravlja iz Fort Duchesne.

### Paiute Indian Tribe of Utah (PITU)
Moanunts in Pahvant, ki so bili označeni kot Zahodni Ute (tudi Paiute ali Paiute-Ute), so se že pred prihodom belcev pogosto poročali s skupinami Južnih Paiute (Kaivavwits (Kaibab) in Kwiumpats (Beaver)), ki so živele neposredno na zahodu in jugozahodu, zato so bili skupaj z njimi naseljeni v dveh rezervatih. Danes tvorijo dve skupini Paiute v okviru Paiute Indian Tribe of Utah (PITU), vendar se sami identificirajo kot Ute. Današnje pleme sestavlja naslednjih pet skupin Paiute:
- Koosharem Band of Paiutes (Kaiparowits, Panguitch, severni Kaivavwits Južnih Paiute in Moanunts)

- Kanosh Band of Paiutes (Pahvant in Kwiumpats Južnih Paiute)

- Cedar Band of Paiutes (Ankappanukkicicimi in Kumoits)

- Shivwits Band of Paiutes (Gunlock Band, Shivwits, Uainuints in Uinkarets)

- Indian Peaks Band of Paiutes (Ankappanukkicicimi, Kwiumpats, Panaca in Indian Peaks Band)

### Southern Ute Indian Tribe
Rezervat Južnih Ute, ki so potomci Kahpota (Capote Utes) in Mahgrahch (Moache Utes), se nahaja v jugozahodnem delu Kolorada, upravno središče in glavno mesto je Ignacio. Južni Ute so finančno najuspešnejše pleme, saj se v njihovem rezervatu poleg iger na srečo uspešno trži tudi turizem, na plemenskem ozemlju pa so našli nafto in plin. Regija velja za slikovito in življenja vredno območje.
Junija 2015 so Južni Ute tožili Ministrstvo za notranje zadeve ZDA, ker je njihov Urad za upravljanje zemljišč zaostril pogoje za hidravlično lomljenje.

### Ute Mountain Ute
Ute Mountain Ute izvirajo iz Weminuche Utes, ki so bili znani kot Mountain Ute, ki so prvotno naseljevali zahodni del rezervata Južnih Ute. Njihov sedanji rezervat leži blizu Towaoca v Koloradu z manjšimi deli v Utahu in Novi Mehiki. Arheološka najdišča številnih naselij Anasazijev se nahajajo na plemenskem ozemlju in v narodnem parku Mesa Verde, nekatera od njih si je mogoče ogledati v turistično pomembnem plemenskem parku Ute Mountain. Skupnost White Mesa v Utahu blizu Blandinga prav tako pripada temu plemenu, vendar je v veliki meri avtonomna.

## Internetne povezave
- »Tribal History« (v angleščini). Ute Indian.
- »Ute Indian Tribe History« (v angleščini). Access Genealogy - Indian Tribal Records.
- »The Ute Indian Tribe« (v angleščini). Northern Ute Indian Tribe.
- »Southern Ute Indian Tribe« (v angleščini). Southern Ute Indian Tribe.
- »Ute Mountain Ute Tribe« (v angleščini). Ute Mountain Ute Tribe.

## Navedbe
1. ↑  »American Indian, Alaska Native Tables from the Statistical Abstract of the United States: 2004-2005« (PDF; 860 kB). The National Data Book (v angleščini). U. S. Census Bureau.
2. ↑  The Social Organization of the Western Apache - Appendix B - Western Apache Names for Alien Pepoles, Groups, Bands, and Clans Used by Other Writers
3. ↑  Chapter 12 - Ute Culture
4. ↑  Talmy Givón: Ute Reference Grammar. John Benjamins Publishing Co,  ISBN 978-90-272-0285-7.
5. 1 2  Handbook of North American Indians, Band 11 Great Basin, S. 365
6. ↑  v slovenščini pogosto napačno imenovane tudi prerije, ki pa so tvorile le vzhodno polovico Velikih ravnic (Great Plains)
7. ↑  "pah" ali "pa" v jeziku Ute pomeni "voda"
8. ↑  verjetno so mišljeni vrelci v bližini mesta Ouray
9. ↑  razpravlja se, ali so bili prvotno skupina Šošonov, ki se je kasneje pridružila Ute
10. ↑  izpeljano iz tumpi ("skala") in panogos ("izliv vode", "kanjon")
11. ↑  »UTAH INDIAN PLACE NAMES« (PDF). Arhivirano iz prvotnega spletišča (PDF) dne 1. februarja 2012. Pridobljeno 10. julija 2025.
12. ↑  Wyoming American Indian Place Names
13. ↑  Paiute Indian Tribe of Utah (PITU)
14. ↑  Virginia McConnell Simmons: Ute Indians of Utah, Colorado, and New Mexico, University Press of Colorado, 2000
15. 1 2  Arhivirano [Manjka datum], at historytogo.utah.gov Napaka: neznan URL arhiva
16. ↑  Arhivirano [Manjka datum], at www.utefans.net Napaka: neznan URL arhiva
17. ↑  Arhivirano [Manjka datum], at www.utefans.net Napaka: neznan URL arhiva
18. ↑  »Ute Mountain Tribal Park«. Mesa Verde National Park Area Travel Information (v angleščini). Mesa Verde County. Arhivirano iz prvotnega spletišča dne 30. junija 2008. {{navedi splet}}: Neveljaven |url-status=1 (pomoč)